# Охота за охотником
«Охо́та за охо́тником» (англ. The Wild Goose Chase) — комедия английского драматурга Джона Флетчера. Впервые поставлена лондонской актёрской труппой «Слуги короля» в 1621 году; написана, по-видимому, чуть раньше в том же году. По характеристике критика Эдмунда Госса, «одна из наиболее блестящих и связно выстроенных флетчеровских комедий» (Флетчеру в основном свойственна рыхлость, непоследовательность сюжетного построения, позволяющая переставлять отдельные комические эпизоды в другом порядке почти без ущерба для целого).
Дословный перевод названия — «охота за диким гусем». Это английский фразеологизм, означающий погоню за чем-то недостижимым, не дающимся в руки; впервые он зафиксирован в «Ромео и Джульетте» Шекспира (1590-е годы), но, судя по употреблению, был хорошо знаком зрителям уже тогда. В пьесе Флетчера в качестве «дикого гуся» выступает ветреный повеса, охотник до женщин Мирабель, которого старается связать с собой браком влюблённая в него Ориана, — что прямо указано в списке действующих лиц первой публикации: «Mirabel, the Wild-Goose».

## Содержание
Действие происходит в Париже.
Молодой дворянин Мирабель и его друзья Беллер и Пиньяк только что вернулись из путешествия по Италии. Отец Мирабеля, Ла Кастр, хочет женить его на одной из двух дочерей богатого соседа Нантоле. Мирабель дорожит холостяцкой свободой и жениться не намерен, однако дочерьми Нантоле увлекаются его друзья, причём неуклюжий увалень Беллер — огромный, могучий, любящий драться, но робкий и застенчивый с дамами — влюбляется в кажущуюся более легкомысленной и насмешливой Розалуру, а бойкий Пиньяк — в выглядящую более серьёзной и сдержанной Лилию-Бьянку. Между тем воспитанница Ла Кастра, Ориана, давно любит распущенного Мирабеля и мечтает «приручить» его.
Ухаживания во всех трёх парах принимают вид розыгрышей, проделок в шуточной войне полов за превосходство. Так, Ориана в попытках пробудить в Мирабеле взаимность провоцирует его на ревность, предъявляя якобы сватающегося к ней знатного поклонника (роль которого играет её брат), старается тронуть и разжалобить, мнимо сходя с ума от несчастной любви. Завершается история тремя свадьбами.

## Публикации
В первом фолио Бомонта и Флетчера (1647) комедия упоминается как утерянная. После обнаружения рукописи «Охота за охотником» впервые вышла отдельным изданием в 1652 году — снова ин-фолио, что вообще было не принято: отдельные пьесы обычно печатались ин-кварто, но здесь издатель хотел дать покупателям возможность переплести новую пьесу вместе со старым собранием. Затем комедия вошла во второе фолио (1679).
На русский язык переводилась один раз — Полиной Мелковой; перевод опубликован в составе двухтомного собрания сочинений Бомонта и Флетчера в 1965 году.